# Carlo Abate
Carlo Abate (Milano, 20 ottobre 1859 – Barre, 1º agosto 1941) è stato uno scultore e anarchico italiano.

## Biografia

### Studi e attività artistica in Italia
Si diplomò all'Accademia di Brera sotto la supervisione di Raffaele Casnedi, Ambrogio Borghi e M. Giuliano, e nel 1888 ne divenne nel socio onorario. Di idee anarchiche, produsse, nello stile del verismo lombardo, soggetti di carattere umanitario. Nel 1889 scolpì Femmina, che fu segnalata per il premio Umberto, ed espose nel 1894 alla Seconda Esposizione Triennale di Belle Arti il gruppo in gesso Panem nostrum quotidianum da nobis hodie, che si aggiudicò il premio della fondazione artistica Antonio Tantardini. Nel 1890 partecipò a un concorso indetto dalla città di Pavia per erigere un monumento alla famiglia Cairoli, realizzando un bozzetto in gesso. Sebbene il concorso fosse stato vinto da Enrico Cassi, l'opera di Abate venne comunque premiata dalla giuria. Nel 1891 realizzò la Lapide con medaglione di Benedetto Cairoli, esposta in piazza Garibaldi a Monza.

### Emigrazione negli Stati Uniti
A causa di una epidemia nel 1894 morì la moglie, Enrichetta Corbello, e tre dei cinque figli. Dopo un periodo di lutto, nel 1896 emigrò negli Stati Uniti assieme ai figli piccoli Abbondino e Marta. Stabilitosi inizialmente da parenti a Quincy, si trasferì successivamente a Barre, nel quartiere italiano a Blackwell Street, dove insegnò alla numerosa colonia italiana dello Stato del Vermont presso la Barre Evening Drawing School, prima collocata nel seminterrato della Mathewson School e poi presso il Goddard Seminary. Una volta che la figlia Marta compì 12 anni, i figli vennero mandati dai parenti a Quincy e Abate soggiornò presso varie pensioni prima di stabilirsi definitivamente a Blackwell Street, dove teneva il suo studio.
A Barre fece parte di un collettivo anarchico che pubblicava il periodico Cronaca Sovversiva. Il principale redattore del quotidiano era Luigi Galleani, mentre Abate ne era il principale illustratore e per Cronaca Sovversiva realizzò varie stampe con blocchi di legno. Tra il 1906 e il 1907, a seguito del processo a Galleani per le sue attività anarchiche, Abate assieme a altri membri del collettivo raccolse fondi per pagare la sua difesa e per continuare la pubblicazione del quotidiano. Per un certo periodo Abate figurò anche come editore di Cronaca Sovversiva durante la latitanza di Galleani.

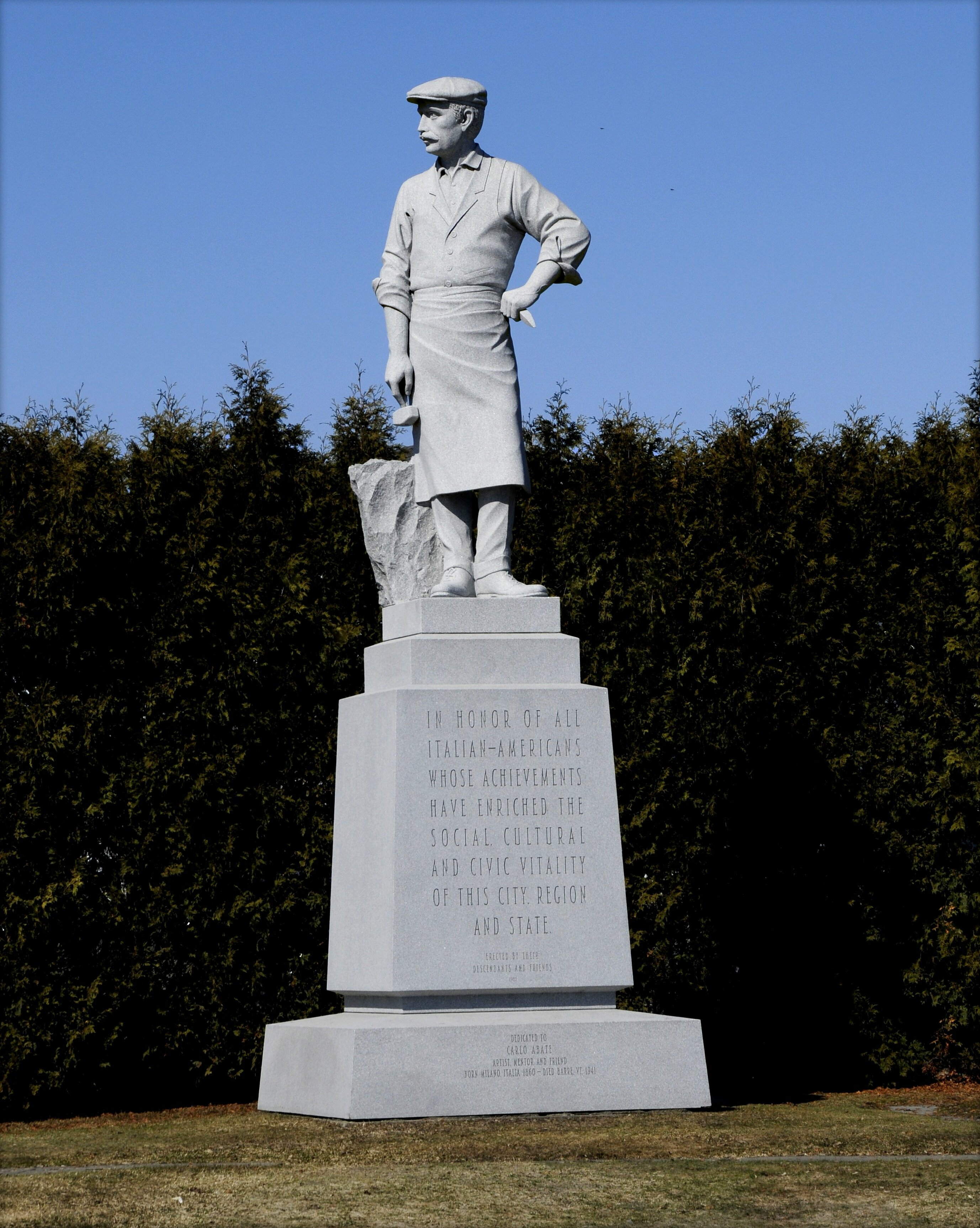
Monumento dedicato a Carlo Abate a Barre

Nel 1912 Galleani si trasferì a Lynn: sebbene ciò causò un calo dell'attivismo anarchico a Barre, Abate continuò a mandare i suoi lavori per Cronaca Sovversiva e assieme a altri membri del collettivo intraprese altre iniziative di propaganda anarchica. Tuttavia, a differenza di Galleani, che nel 1919 venne infine espulso dalle autorità statunitensi per la sua attività politica, Abate non ebbe particolari problemi con la giustizia e nel tempo il suo coinvolgimento nelle attività anarchiche venne meno.
Anche dopo la sua morte venne ricordato a Barre per il suo coinvolgimento nella comunità locale: la sua attività di insegnante di disegno e scultura offriva agli studenti la possibilità di un mestiere meno pericoloso rispetto al lavoro nelle cave, che era la causa di malattie spesso mortali come la silicosi. Fra le opere di Abate a Barre vi sono le statue all'ingresso dell'Hope Cemetery, il cimitero locale, un rilievo in marmo di George Washington nel museo cittadino e, nel Municipio, un busto di Thomas Edison. Una statua commemorativa del primo gruppo scout statunitense, eretta a Barre nel 2018, è basata su un suo modello.
In ottobre 1982 un impiegato comunale di Barre, Vico Masi, assieme a amici di origini italiane organizzò la realizzazione di una statua in memoria di Carlo Abate e degli altri immigrati italiani che lavorarono nell'industra del granito locale. L'opera, intitolata The Sculptor e raffigurante uno sculture con le fattezze di Abate, fu progettata da Elmo Peduzzi e realizzata da Philip Paini da un modello di Giuliano Cecchinelli. La statua venne inaugurata a ottobre 1985 presso il Dente Park della città.

## Opere
- Statue di Salomone e Roboamo, 1885, Milano, Duomo di Milano[13]
- Femmina, 1889[1]
- Bozzetto per un monumento ai fratelli Cairoli, gesso, 1890, Pavia, Museo civico di Pavia[2][13]
- Lapide con medaglione di Benedetto Cairoli, 1891, Monza, piazza Garibaldi[3]
- Panem nostrum quotidianum da nobis hodie, 1894, Milano[1]
- Ritratto del pittore Baronchelli, bronzo, 1913, Milano, Galleria d'Arte Moderna (precedentemente Castello Sforzesco), Milano[1][13][14]
- George Washington at Valley Forge, granito, 1918, Camden, Camden County Hall of Justice[15]
- Victory Arch, 4 luglio 1919, Barre, Town Common (distrutto il 22 novembre 1919)[16]
- Thomas Edison, marmo, 1930 circa, Barre, Barre Museum[17]
- Thomas Edison, marmo di carrara, 1930 circa, Milano, Palazzo della Permanente[18]
- Autoritratto, acquarello, 1935, Milano, Galleria d'Arte Moderna[1][13]
- Rilievo di Shirley Temple, marmo di carrara, 1935 circa, Barre[19]

### Data incerta
- Che freddo!, bronzo, Milano, Galleria d'Arte Moderna[13]
- Statue, Barre, Hope Cemetery[7][20]